# Torgnyskjeret
Der Torgnyskjeret ist ein Berg aus blankem Fels im ostantarktischen Königin-Maud-Land. In den Drygalskibergen in der Orvinfjella ragt er 3 km westlich des Fenriskjeften auf.
Erste Luftaufnahmen entstanden bei der Deutschen Antarktischen Expedition 1938/39 unter der Leitung des Polarforschers Alfred Ritscher. Norwegische Kartographen, die ihn auch benannten, kartierten ihn anhand von Vermessungen und Luftaufnahmen der Dritten Norwegischen Antarktisexpedition (1956–1960). Namensgeber ist Torgny Vinje (1929–2015), Meteorologe dieser Forschungsreise.